# Jekatěrina Šichovová
Jekatěrina Vladimirovna Šichovová (rusky Екатерина Владимировна Шихова; * 25. června 1985 Kirov, Ruská SFSR) je ruská rychlobruslařka.
Na velkých mezinárodních akcích debutovala v roce 2002, kdy poprvé nastoupila do závodů Světového poháru. V roce 2003 poprvé startovala na juniorském světovém šampionátu (víceboj – 17. místo, stíhací závod družstev – 7. místo) a na seniorském sprinterském světovém šampionátu (28. místo). Od sezóny 2004/2005 závodila několik let téměř výhradně na domácích podnicích, na mezinárodních závodech se začala pravidelně objevovat na podzim 2008. V této sezóně startovala například také na Mistrovství Evropy (28. místo), Mistrovství světa ve víceboji (13. místo) a na Mistrovství světa na jednotlivých tratích (1500 m – 17. místo, stíhací závod družstev – 4. místo). O rok později se již na vícebojařských šampionátech umístila v první desítce, startovala také na Zimních olympijských hrách (1000 m – 11. místo, 1500 m – 8. místo, stíhací závod družstev – 7. místo). Z Mistrovství světa ve víceboji 2013 si přivezla bronzovou medaili. Zúčastnila se Zimních olympijských her 2014, kde se v závodě na 3000 m umístila na 20. místě, na kilometru byla patnáctá, na trati 1500 m desátá a ve stíhacím závodě družstev pomohla ruskému týmu k zisku bronzové medaile. Na MS 2017 získala s ruským týmem bronzovou medaili. Na Mistrovství Evropy 2018 vyhrála závod na 1000 m; na distanci 1500 m a ve stíhacím závodě družstev byla druhá. V sezóně 2017/2018 zvítězila v celkové klasifikaci Světového poháru v závodech na 1000 m. Na ME 2020 získala bronzovou medaili na tratích 1000 m a 1500 m.